# Jean-Claude Guédon
Pour les articles homonymes, voir Guédon.
Jean-Claude Guédon (né en 1943 au Havre en France) est un écrivain et professeur québécois. Professeur à l'Université de Montréal depuis 1973, il est membre de l'Internet Society et est coprésident du comité de programme en 1996, 1998 et 2000 ainsi que membre du même comité en 1997, 1999 et 2002. Il est également membre de l'Association francophone des utilisateurs de logiciels libres (AFUL) depuis sa création.

## Formation
En 1960 et 1961, il participe à un programme d'échange international de l'AFS et séjourne au Kenmore East Senior High School à Tonawanda, État de New York. Il étudie ensuite la chimie à l'Université Clarkson de Potsdam, dans le même État. Il obtient un Ph.D. en histoire des sciences à l'Université du Wisconsin, à Madison, en 1974.

## Carrière
En 1970, il commence sa carrière au Collège Glendon de l'Université York. En 1973, il devient professeur à l'Université de Montréal. Rattaché à l'Institut d'histoire et de sociopolitique des sciences, il est transféré au Département de littérature comparée en 1987.
Entre 1998 et 2003, il est président du comité consultatif du Réseau canadien de documentation pour la recherche (RCDR). Favorable à la libre diffusion des connaissances scientifiques sur le web, il est l'un des signataires de l'appel de Budapest, qui lance le mouvement des archives ouvertes. De 2002 à 2006, il est membre de l'Open Society Institute et de 2004 à 2006, il est représentant à l'assemblée générale de la FCSH pour la Société canadienne des humanités numériques.
Selon Jean-Claude Guédon en 2007, le monde est « en train de passer par une transition majeure [...] aussi fondamentale que l'imprimerie [...] ou que le passage du rouleau au codex [...] » d'un « système d'information qui est entre les mains d'un petit groupe d'individus qui détiennent les instruments de communication, comme les propriétaires des journaux, des stations de radio et de télévision » à « un monde qui est en train de se reformuler et de se reconfigurer autour de toute une hiérarchie complexe, vibrante et vivante formée de milliers, voire de centaine de milliers d'individus ; à l'échelle du monde, il s'agit probablement de millions de personnes ».
Il prend sa retraite en 2018.

## Prix et distinctions
- 1996 : Prix International Charles Helou de la francophonie pour son essai Penser la différence différemment : la francophonie et les réseaux
- 2005 : Prix d'excellence de la Société pour l'étude des médias interactifs (SEMI)
- 2021 : Doctorat honorifique, Universidad Nacional de Cuyo (Mendoza, Argentine)

## Publications
- 1996 : Penser la différence différemment : la francophonie et les réseaux
- 1996 : La planète cyber. L’Internet et le cyberespace, éditions Gallimard, collection « Découvertes Gallimard / Sciences et techniques » (no 280).
- 1998 : « Comment informatiser intelligemment les écoles », Québec science (en ligne: http://www.framasoft.net/article2933.html)[2].
- 2000 :  Internet. Le monde en réseau (deuxième édition de la Planète cyber)
- (en) 2001 : In Oldenburg's Long Shadow : Librarians, Research Scientists, Publishers, and the Control of Scientific Publishing[3]. Version française (2009) : A l'ombre d'Oldenburg : Bibliothécaires, chercheurs scientifiques, maisons d'édition et le contrôle des publications scientifiques (https://halshs.archives-ouvertes.fr/halshs-00395366)
- 2014 : « Le libre accès et la Grande Conversation scientifique », in Pratiques de l'édition numérique, Michael E. Sinatra et Marcello Vitali-Rosati (dir.), collection Parcours Numériques, Presses de l'Université de Montréal, 2014, 224 p.  (ISBN 978-2-7606-3202-8) [4] lire en ligne